# Thư gửi tín hữu Do Thái
Thư gửi tín hữu Do Thái được xếp vào danh sách các quyển sách của Tân Ước.

## Thời gian
Thư này được phỏng đoán viết vào khoảng mấy năm trước khi thành Jerusalem bị phá hủy (năm 70 CN ), có lẽ là khoảng năm 65-67 CN . Không có tài liệu nào củng cố xác đáng là thời gian biên thư, nhưng có thể nói đại khái rằng, bấy giờ, tác giả đang ở bên Ý.

## Người viết
Tác giả của Thư Do Thái là một vấn đề đã được nêu lên và tranh luận từ xa xưa nhưng cho đến nay chưa có một quyết đáp nào có thể được chập nhận. Mặc dù đôi khi, thư Do Thái mang danh nghĩa là của Sứ đồ Phaolô nhưng hầu hết các nghiên cứu hiện đại chủ trương và có những bằng chứng đi ngược lại quan điểm đó. Xét về giáo thuyết, Thư Do Thái có những điểm tương đồng như các thư khác của Phaolô, nhưng cũng có những tư tưởng khác độc đáo, không tìm được đâu sự tương tự trong các bản văn của Phaolô.

## Bối cảnh và nội dung
Cộng đoàn Kitô giáo ở Do Thái lúc bấy giờ đang gặp khủng hoảng vì sư thay cũ đổi mới và họ bị nao núng, bỏ cuộc đức tin theo Chúa Giêsu. Trước tình cảnh đó, tác giả viết thư nhằm trấn an tâm lý và củng cố đức tin cho họ. Tác giả đã vẽ ra những viễn cảnh huy hoàng về đời sống Kitô hữu, đời sống ấy là một cuộc hành hương, lên đường tiến về quê hương vĩnh cửu dưới sự lãnh đạo của Đức Kitô. Thư Do Thái còn nói nhiều đến việc tế tự và phẩm cách tư tế.

## Các Bản Dịch Việt Ngữ
- Thư gửi tín hữu Do-thái (Nhóm Phiên dịch CGKPV) - Ủy ban Kinh Thánh, Hội đồng Giám mục Việt Nam
- Thư Hê-bơ-rơ - Thư Viện Tin Lành.